# Stazione a sonda meccanica

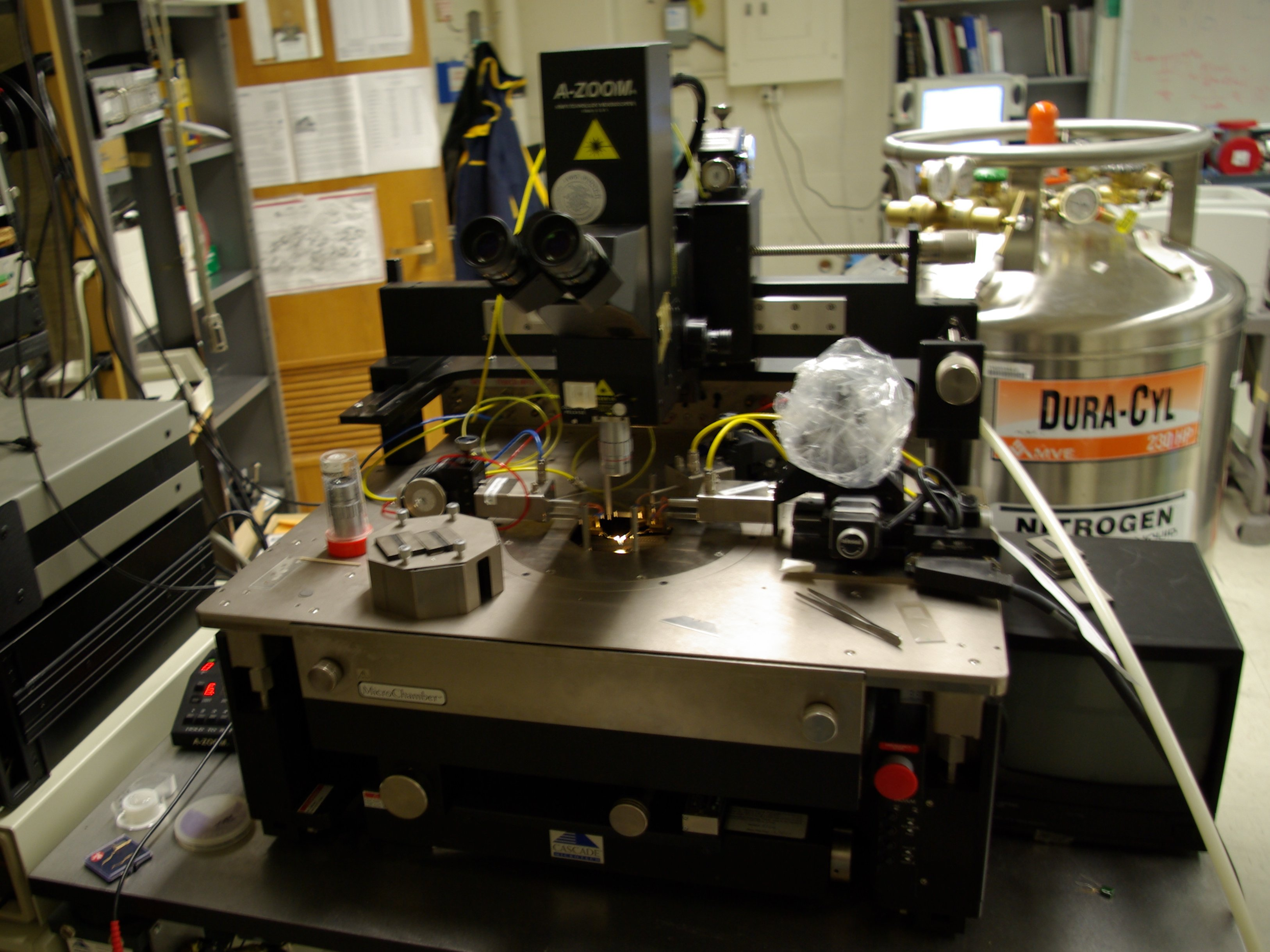
Una stazione a sonda automatica.

La stazione a sonda meccanica viene impiegata per acquisire segnali dai nodi interni dei dispositivi a semiconduttori. La stazione utilizza dei manipolatori che consentono il posizionamento esatto di sottili aghi sulla superficie dei dispositivi. Se si sta stimolando elettricamente il dispositivo, il segnale viene acquisito dalla sonda meccanica e riportato su un oscilloscopio o altri strumenti di misura. La stazione a sonde meccaniche viene soventemente usata nella analisi dei guasti di dispositivi a semiconduttori.

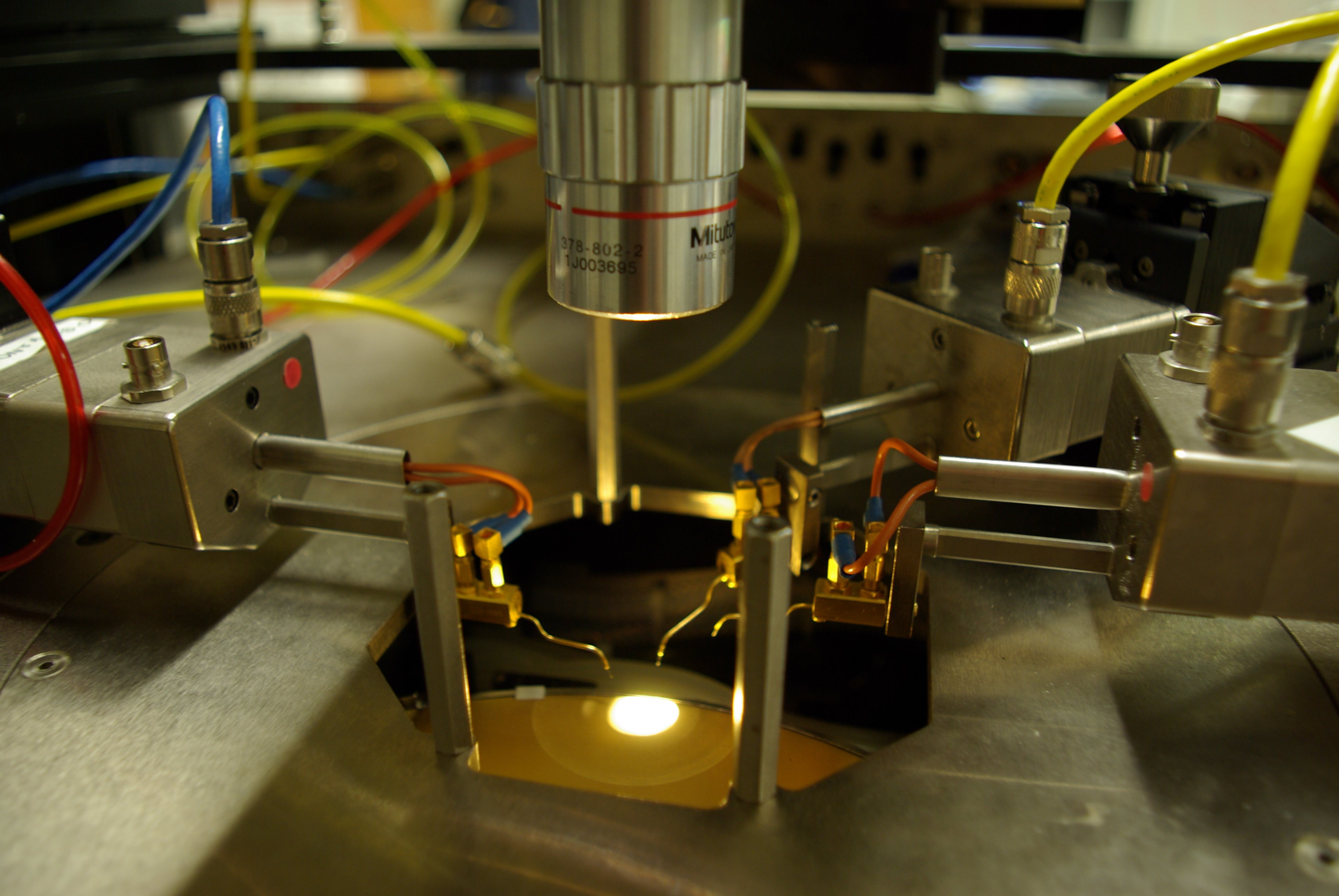
Vista ravvicinata delle sonde.

Sono disponibili due tipi di sonde meccaniche: attive e passive. Le sonde passive consistono solitamente di un sottile ago di tungsteno. Le sonde attive utilizzano un dispositivo FET sulla punta della sonda per ridurre significativamente il carico del circuito.

## Ricerca
Le stazioni a sonda meccanica sono usate piuttosto di frequente nella ricerca universitaria di scienze dei materiali ed elettronica. Spesso è più rapido e più flessibile provare un nuovo dispositivo elettronico o campione con una stazione a sonda meccanica che cablare opportunamente il dispositivo prima della prova.

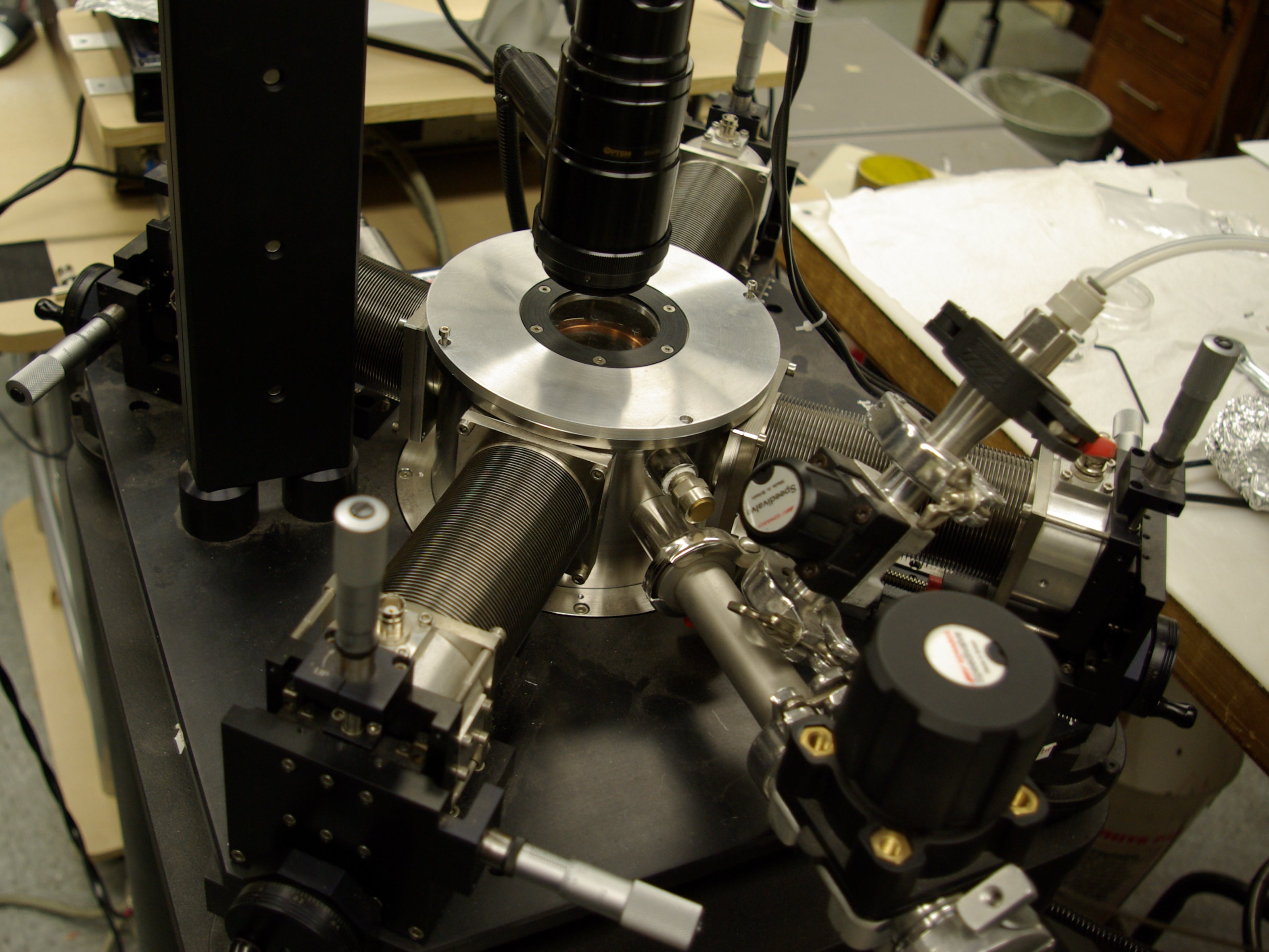
Questa stazione a racchiude il campione e la sonda in una camera a vuoto e consente la introduzione di criogeni per raffreddare il campione a basse temperature.